# Liggend bergvlas
Liggend bergvlas of duinbergvlas (Thesium humifusum) is een overblijvende plant die behoort tot de sandelhoutfamilie (Santalaceae). De plant is een halfparasiet en parasiteert op glad en geel walstro. De plant komt van nature voor in West-Europa en komt in Nederland in de omgeving van Katwijk voor. De soort staat op de Nederlandse Rode lijst van planten als zeer zeldzaam en zeer sterk afgenomen. Het aantal chromosomen is 2n = 14.
De plant wordt 10-30 cm hoog en heeft liggende of opstijgende stengels. De plant vormt tot 2 mm brede, geelgroene, lancetvormige bladeren, die één nerf en een spitse top hebben.
Liggend bergvlas bloeit in juni en juli met klokvormige bloemen, die aan de buitenkant geelgroen en van binnen wit zijn. De bloemkroon heeft vijf driehoekige slippen en elke bloem heeft twee schutbladen. De bloeiwijze is een tros. Het bloemdek is in de vruchttijd tot aan de voet opgerold en veel korter dan de rest van de vrucht. De lijnvormige schutbladen zijn twee tot drie maal zo lang als de vrucht.
De vrucht is een 4 mm lang en 2 mm breed nootje, dat omdat er een mierenbroodje aanzit verspreid wordt door mieren.

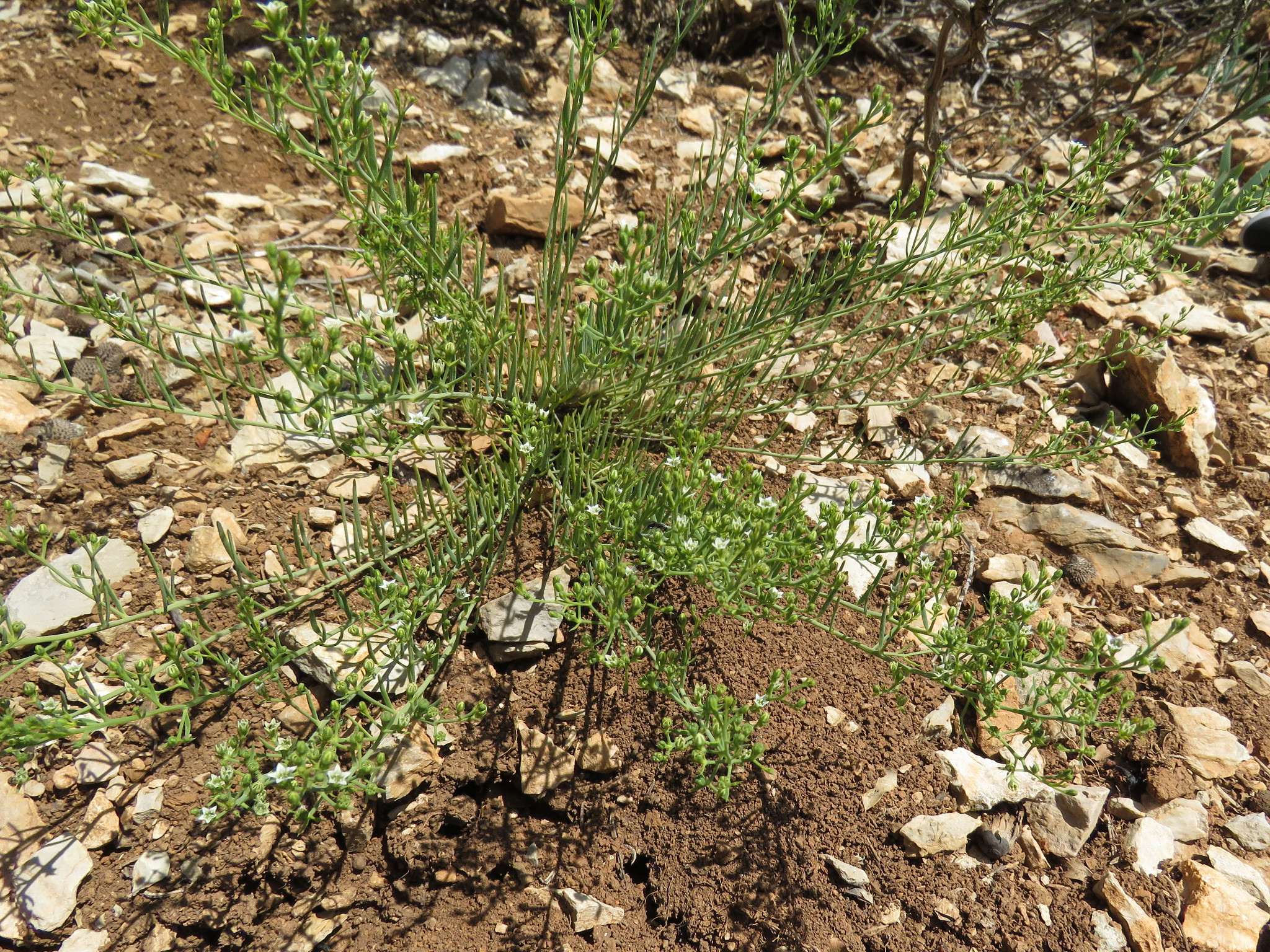
Plant
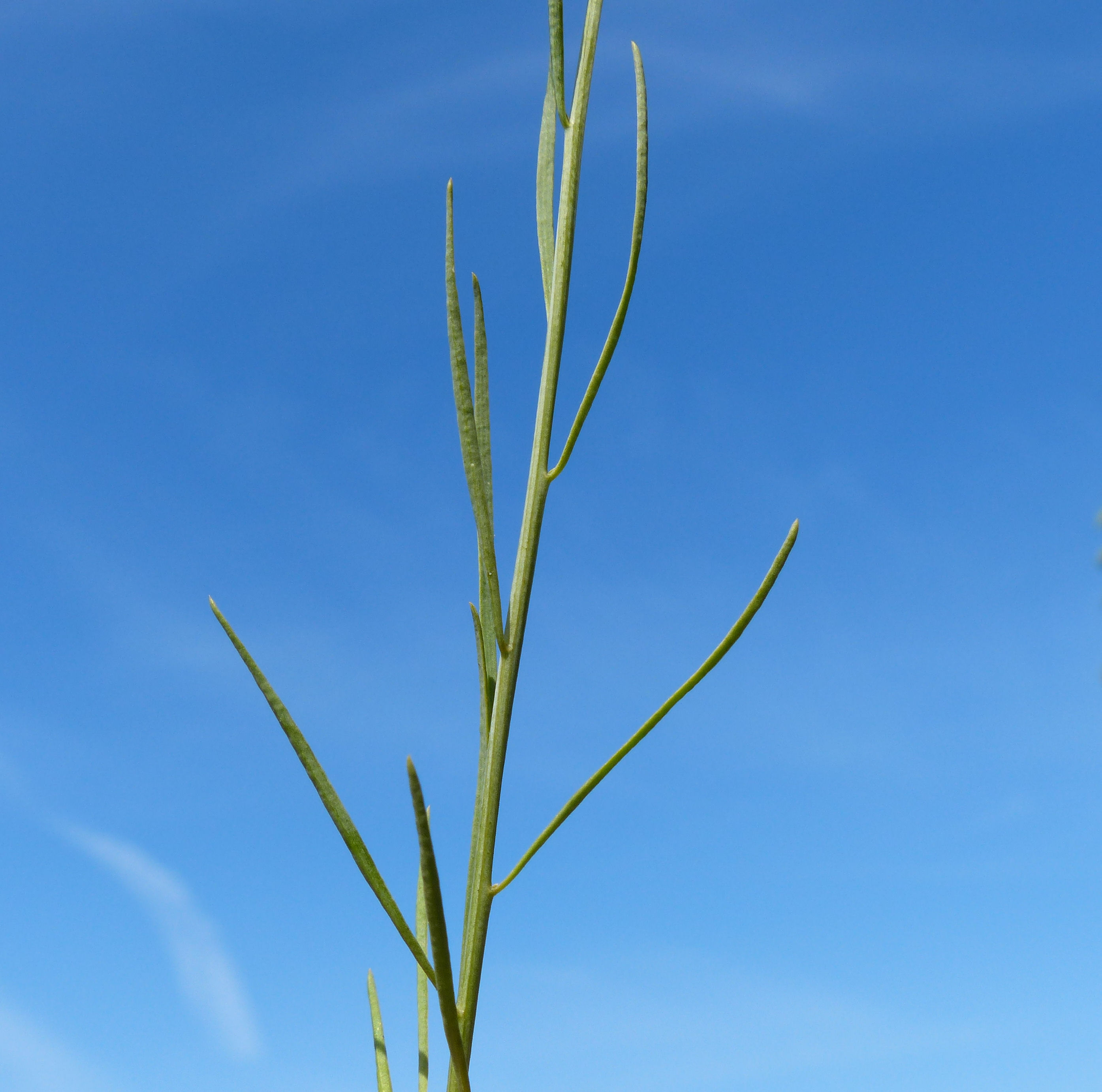
Stengel
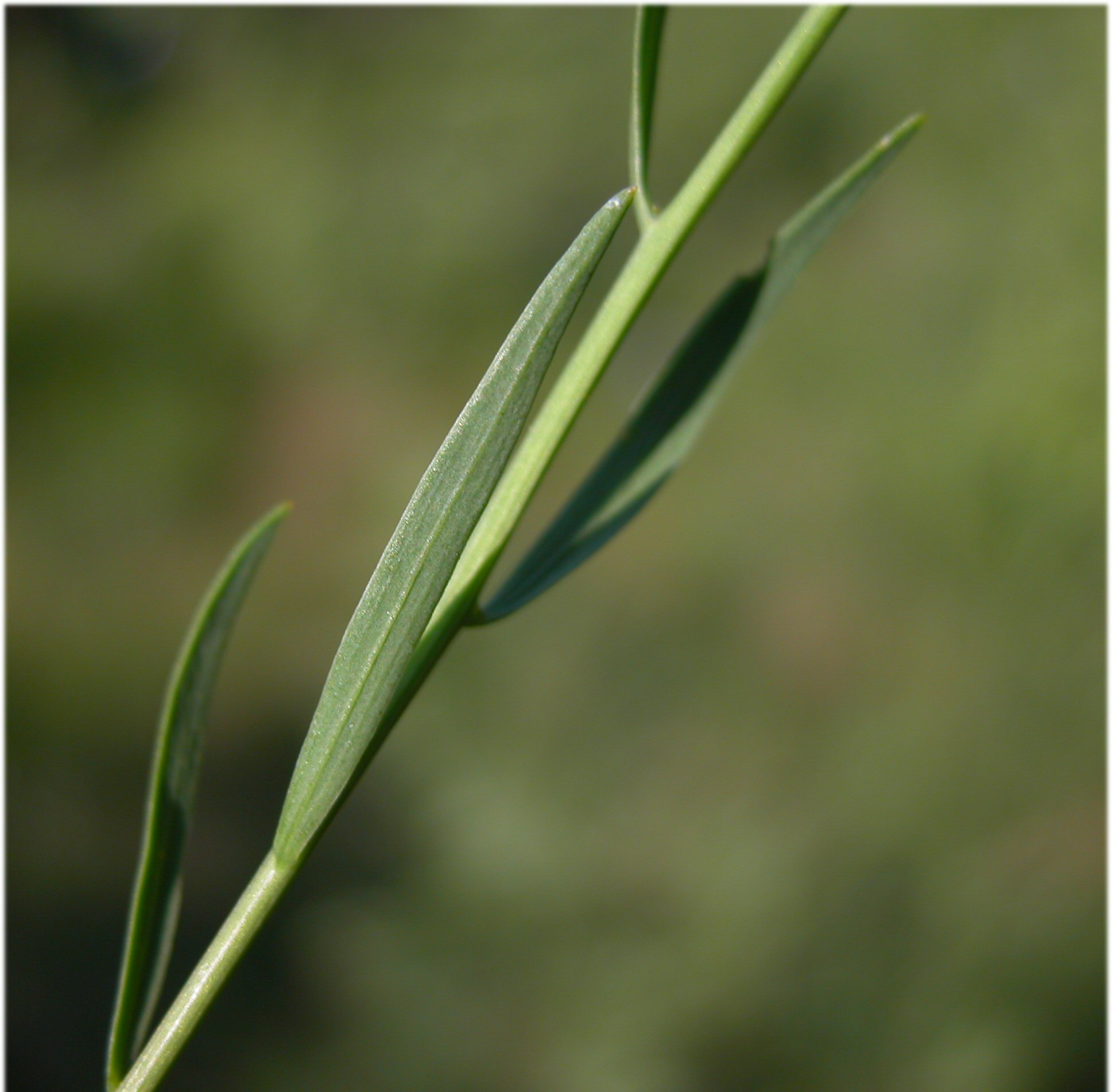
Blad
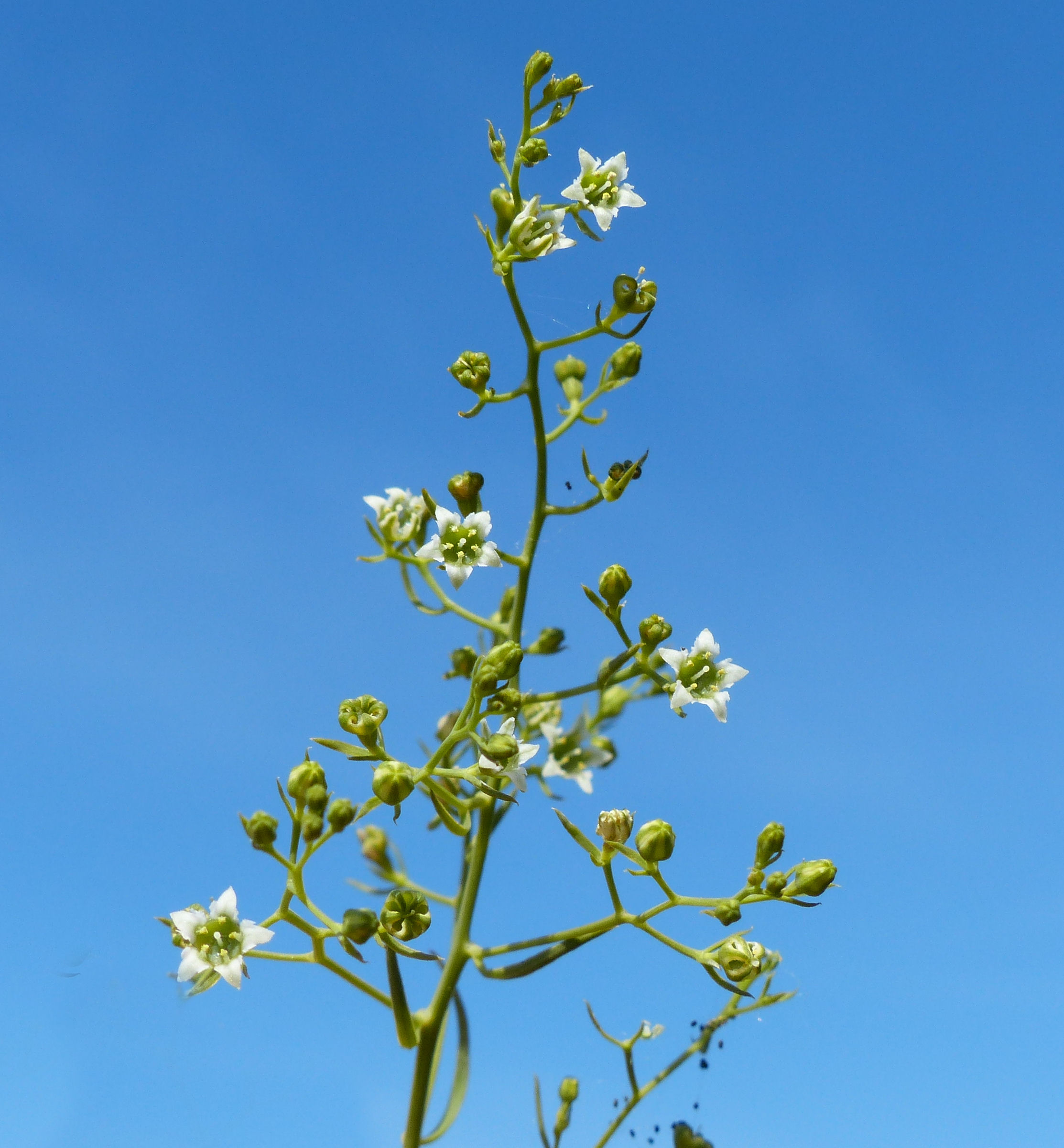
Bloeiwijze
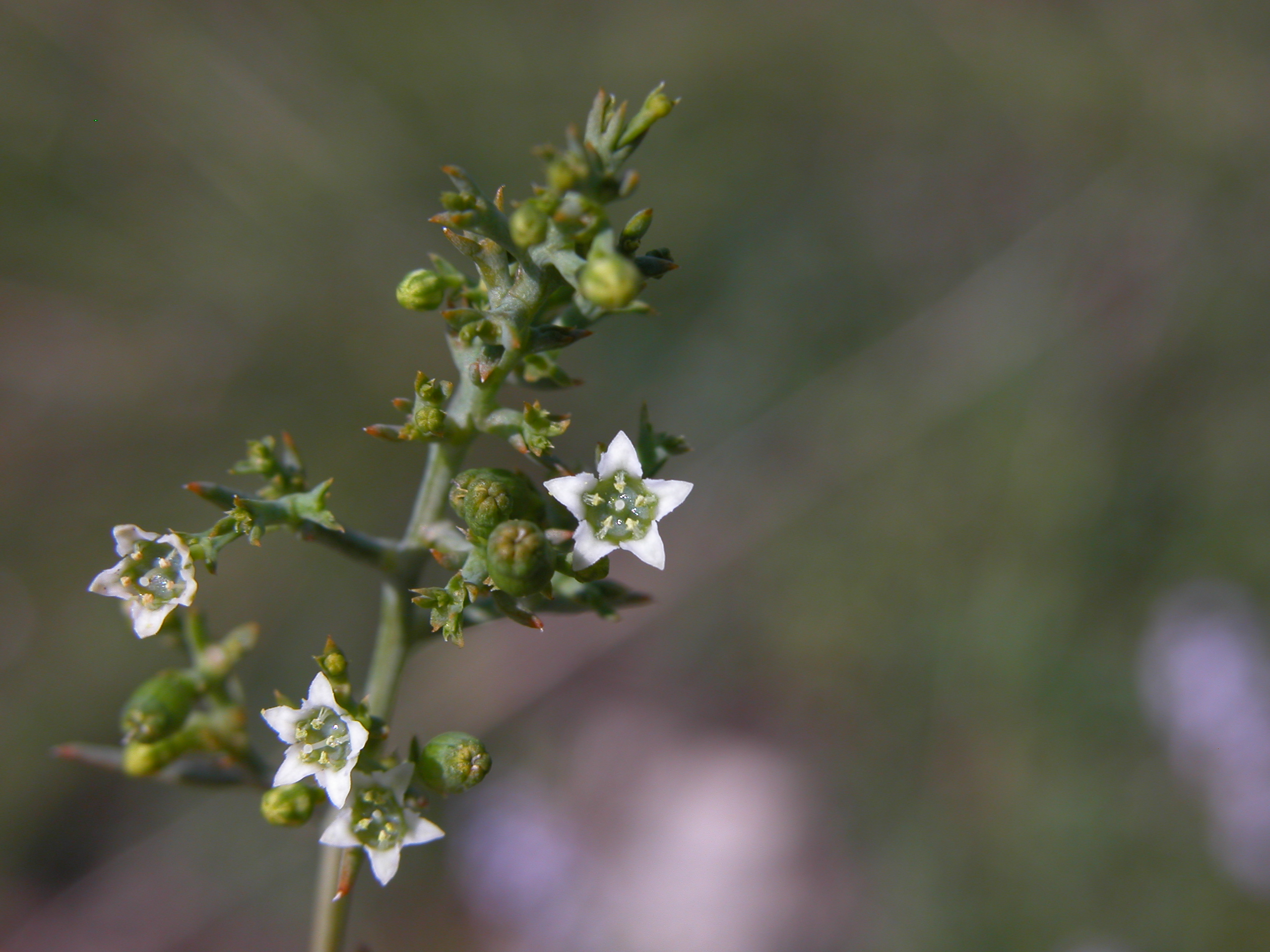
Bloemen
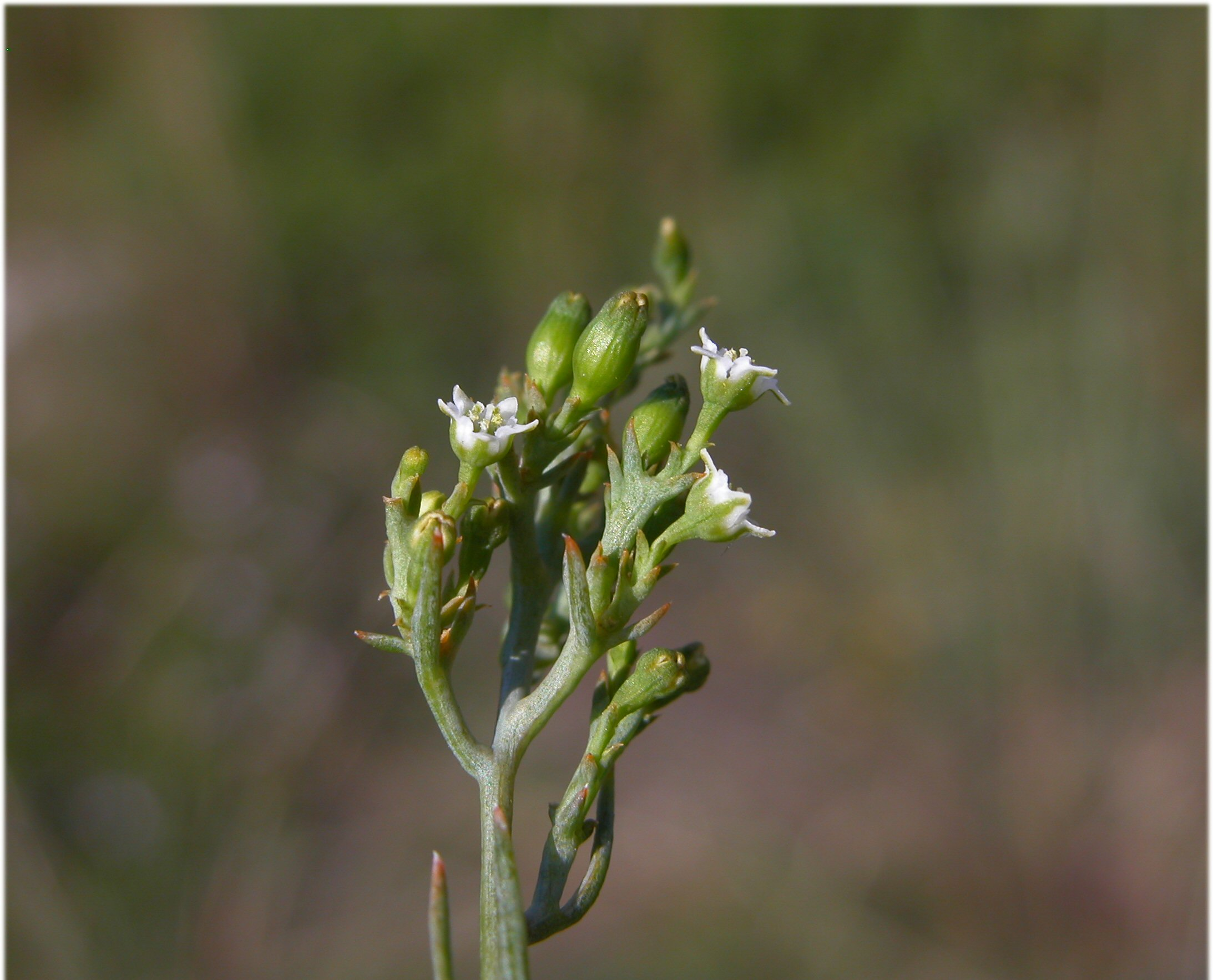
Bloemen

## Ecologie en verspreiding
Liggend bergvlas staat op zonnig, droog en voedselarm, neutraal tot kalkrijk, weinig of niet verstoord duinzand. De overblijvende plant groeit in duingraslanden en op grazige noordhellingen, in droge, bemoste duinvalleien en tussen dwergstruiken, in graslanden en op kalkhellingen. Het areaal omvat West-Europa, van Spanje tot in Zuid-Engeland en Nederland. De soort is zeer zeldzaam in de Hollandse duinen en het aantal vindplaatsen is zeer sterk afgenomen, de reden hiervoor is onbekend maar mogelijk speelt het feit een rol dat ze hier aan de rand van het verspreidingsgebied staat. Liggend bergvlas komt alleen nog voor in droge, kalkrijke, grazige duinen bij Katwijk. Ze werd als uitgestorven beschouwd totdat in 1976 de groeiplaats bij Katwijk herontdekt werd. Ze is kensoort van de Duin-Paardenbloem-associatie, een associatie die wordt bedreigd door verstruweling en menselijk ingrijpen. Merkwaardig is dat de rijpe zaden niet door een zaadhuid omgeven worden.

## Namen in andere talen
De namen in andere talen kunnen vaak eenvoudig worden opgezocht met de interwiki-links.
- Duits: Niederliegender Bergflachs
- Engels: Bastard toadflax
- Frans: Thésium couché